# Haibutsu kishaku

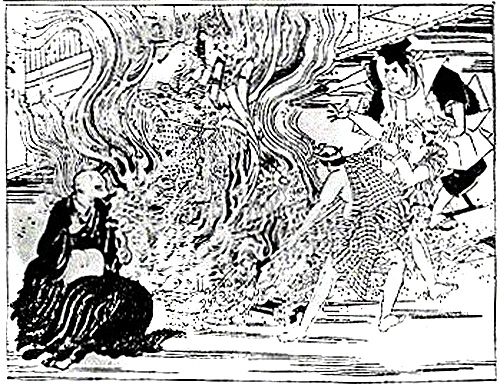
A queima de sutras durante o haibutsu kishaku

Haibutsu kishaku (廃仏毀釈) (literalmente "abolir o Budismo e destruir Shākyamuni") é um termo que indica uma onda de pensamento que, recorrente na história do Japão, prega a expulsão do Budismo do país. Comumente, indica o movimento histórico específico baseado na ideologia do período Meiji, que provocou a destruição de templos, texto e imagens budistas, além da destituição de monges das suas vidas monásticas. 

## Haibutsu kishakuna história
Um dos primeiros exemplos de haibutsu kishaku no Japão, são as políticas anti-budistas do clã Mononobe durante a época de introdução do budismo no país, no período Kofun. Os Mononobe se opuseram à propagação do Budismo não por motivos religiosos, mas por motivos nacionalistas e xenófobos. O clã Nakatomi, ancestrais dos Fujiwara, eram aliados dos Mononobe em sua oposição ao budismo.
Outro exemplo são as políticas de fechamento de templos e destituição de monges dos domínios de Okayama, Aizu e Mito durante o início do período moderno, adotadas também por razões políticas e econômicas e não religiosas.  Estas políticas de domínio baseavam-se em geral no pensamento confucionista anti-budista. A forma de haibutsu kishaku do período Meiji, baseada no kokugaku e no xintocentrismo, foi ditada pelo desejo de separar o budismo estrangeiro do xintoísmo puramente japonês. 

## Haibutsu kishakudurante a Restauração Meiji

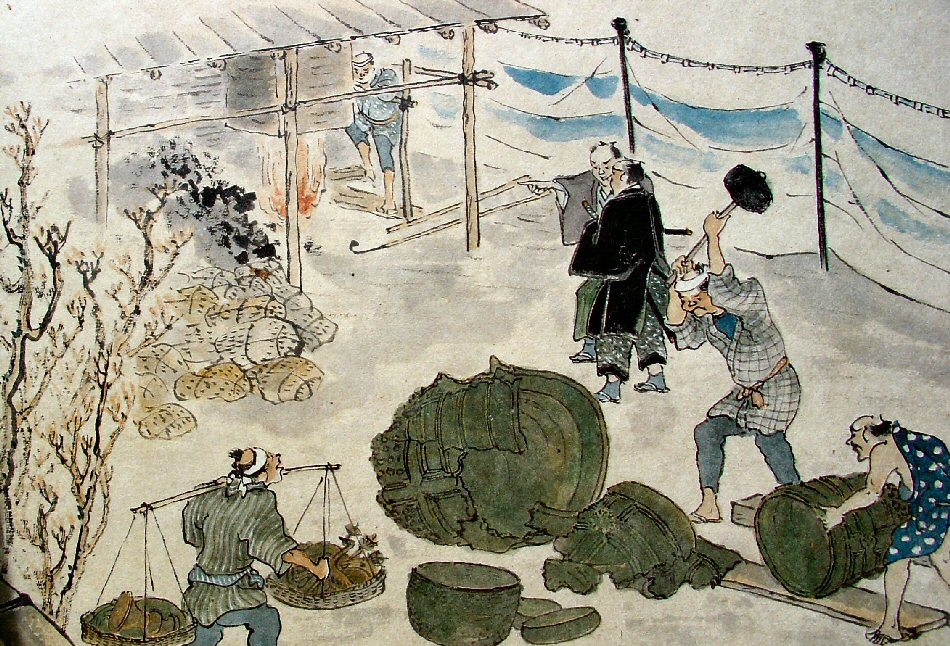
Sinos do templo sendo fundidos em bronze durante o haibutsu kishaku

O haibutsu kishaku durante a Restauração Meiji, o exemplo mais famoso do fenômeno, foi um evento desencadeado pela política oficial de separação do Xintoísmo e do Budismo (ou shinbutsu bunri) que depois de 1868 causou grandes danos ao Budismo no Japão. A destruição de propriedades budistas ocorreu em grande escala em todo o país. Por exemplo, Kōfuku-ji, em Nara, sofreu muito. O templo, que hoje faz parte do Tesouro Nacional, foi atacado com força total pelo movimento. O terreno do templo foi confiscado, os sacerdotes forçados a se tornarem sacerdotes xintoístas, muros foram derrubados, árvores foram plantadas e a área passou a fazer parte de um dos parques da cidade. Os motins anti-budistas causaram danos a todos os grandes templos da cidade. A violência marcou permanentemente todas as regiões do país. Entre 1872 e 1874, 18 mil templos foram erradicados, e talvez o mesmo número entre1868 a 1872. O japonologista Martin Collcutt acredita que o budismo japonês estava à beira da erradicação total.
A violência tinha acabado por libertar a raiva da população japonesa contra os budistas. Raiva esta que vinha sendo fermentada há séculos, devido à estreita aliança dos templos budistas com os Tokugawa no sistema danka, uma aliança da qual a religião obteve imensos benefícios. Embora a filosofia oficial do xogunato fosse o neoconfucionismo leigo, o budismo tornou-se parte integrante do estado como consequência da política anti-cristã dos Tokugawa. Para impedir a propagação da religião cristã, introduziram o sistema danka, que obrigava as famílias a afiliarem-se a um templo budista e, em troca, este certificaria que não eram cristãos. Sem esta certificação, uma vida normal no Japão dos Tokugawa era impossível. Por causa disso, os templos podiam e muitas vezes chantageavam os paroquianos. Sob o sistema danka, as famílias tinham, por lei, várias obrigações para com as instituições budistas, entre elas doações monetárias ao seu templo afiliado. Como havia cerca de 100.000 templos num país de 30 milhões de habitantes, em média 300 pessoas tinham de sustentar um templo, por isso o fardo era considerável. O Budismo, como instituição, tinha interesse no sistema do xogunato e, portanto, tornou-se um alvo de todos os partidos que trabalhavam para a queda do xogunato.
Havia também motivações políticas e econômicas envolvidas. Na medida em que os governos dos domínios queriam restaurar as finanças públicas às custas dos budistas, o shinbutsu bunri ofereceu um pretexto para se apropriar de terras budistas. 
Estima-se que 40.000 templos budistas foram destruídos em todo o país durante este desastroso caos anti-budista e, em certos lugares, a porcentagem de templos budistas destruídos atingiu cerca 80%.
É difícil estimar quantos templos foram fechados durante este período turbulento, pois parece provável que muitos tenham desaparecido simplesmente porque as autoridades budistas, aproveitando-se da queda dos Tokugawa, tentavam agilizar o serviço e eliminar vestígios para se safarem. Sob o xogunato, obter permissão para abrir ou fechar um templo não era fácil. Contudo, o completo desaparecimento dos templos budistas de domínios como Satsuma deve-se de fato ao haibutsu kishaku.